# عباس أباد (ديواندرة)
عباس أباد (بالفارسية: عباس‌آباد) هي قرية تقع في قسم تشهل تششمه الريفي (مقاطعة ديواندرة) في إيران. يقدر عدد سكانها بـ 39 نسمة .